# Сіккім
Сіккі́м (англ. Sikkim, неп. सिक्किम, сіккімською སུ་ཁྱིམ་) — штат Індії, розташований на північному сході країни. Це найменш населений штат Індії, а за розміром він перевершує лише штат Гоа. Офіційна мова Сіккіму — англійська, значна частина населення також розмовляє непальською (фактично, лінгва-франка штату), лепча, сіккімською (бхутія) і лімбу. Основні релігії — індуїзм і буддизм ваджраяни. Найбільшим містом і столицею штату є місто Ґанґток.
До 1861 року Сіккім був самостійним князівством під правлінням династії Намґ'ял. З 1861 року знаходився під британським, а потім індійським протекторатом, з 1975 року офіційно входить до складу Індії.
Сіккім називають останньою гімалайською Шангрі-Ла через віддаленість та завдяки мальовничим краєвидам Гімалаїв. Практично з будь-якої точки штату можна побачити засніжену вершину гори Канченджанґа (8586 м).

## Походження назви
Найпоширеніша версія походження назви «Сіккім» — від комбінації двох слів мови лімбу (су — «новий» і кхйим — «палац», «дім») — які стосуються палацу, побудованого першим правителем Сіккіму Пхунцоґом Намґ'ялом. Тибетською Сіккім називається «Денцонґ» (Denjong), що означає «рисова долина». Мовою корінного населення штату лепча, країна називається «Най-Ма-Ель» (Nye-mae-el — «рай»), а сіккімською — «Беймул-Демазонґ» (Beymul Demazong — «прихована рисова долина»).

## Адміністративно-територіальний поділ

Політична мапа Сіккіму

Сіккім розділений на чотири округи (англ. districts), кожний з яких очолює призначений центральним урядом штату інспектор району (англ. district collector). У його функції входить управління тією частиною округу, яка перебуває під контролем цивільної адміністрації. Оскільки Сіккім є прикордонним штатом, частина його контролюється збройними силами Індії, а для відвування цих територій необхідний відповідний дозвіл.
Кожний з округів розділений на менші адміністративні одиниці — підокруги (анггл. subdivisions).
Дані по округах на момент перепису 2011 року:
| Округ                                 | Площа (км²) | Населення (2011, перепис) | Щільність населення (осіб/км²) | Адміністративний центр | Підокруги                                                                |
| ------------------------------------- | ----------- | ------------------------- | ------------------------------ | ---------------------- | ------------------------------------------------------------------------ |
| Північний Сіккім (англ. North Sikkim) | 4 226       | 43 709                    | 10                             | Манґан                 | Манґан (англ. Mangan) і Чунґтханґ (англ. Chungthang)                     |
| Західний Сіккім (англ. West Sikkim)   | 1 166       | 136 435                   | 117                            | Ґ'яльсінґ              | Ґ'яльсінґ (англ. Gyalshing) і Соренґ (англ. Soreng)                      |
| Південний Сіккім (англ. South Sikkim) | 750         | 146 850                   | 196                            | Намчі                  | Намчі (англ. Namchi) і Раванґла (англ. Ravangla)                         |
| Східний Сіккім (англ. East Sikkim)    | 954         | 283 583                   | 297                            | Ґанґток                | Ґанґток (англ. Gangtok), Пакйонґ (англ. Pakyong) і Ронґлі (англ. Rongli) |
| Весь Сіккім                           | 7 096       | 610 577                   | 86                             | Ґанґток                |                                                                          |

## Географія

### Географічне розташування
Штат межує з Непалом на заході, Китайською Народною Республікою — на півночі і сході, з Бутаном — на південному сході, з індійським штатом Західний Бенгал — на півдні. Є 28-м за площею (з 35) зі штатів і територій Індії, його площа становить 7096 км².
Сіккім витягнутий з півночі на південь та має 114 км завдовжки і 64 км завширшки. Велика частина його території вкрита пагорбами і горами. Найнижча точка Сіккіму знаходиться на висоті 280 м, найвища — гора Канченджанґа — на висоті 8586 м над рівнем моря. Істотна частина території непридатна для ведення сільського господарства, але частина схилів використовується для терасового землеробства. Біля третини території Сіккіму вкрито лісами.
З півночі, заходу і сходу Сіккім оточений хребтами Гімалаїв. Хребет Сінґаліла у меридіональному напрямі утворює природний кордон Сіккіму і Непалу, хребет Чола — кордон Сіккіму з Бутаном і Тибетом. Їх сполучають менші хребти, що простягнулися з півночі на захід. У хребті Сінґаліла розташований масив Канченджанґа, в якому від Саут-Піку до Тент-Піку знаходиться близько десятка вершин висотою понад 7000 метрів. Найвищою точкою Сіккіму поза цим масивом є вершина Паугунрі (7128 м) на північному сході штату, на кордоні з Китаєм.

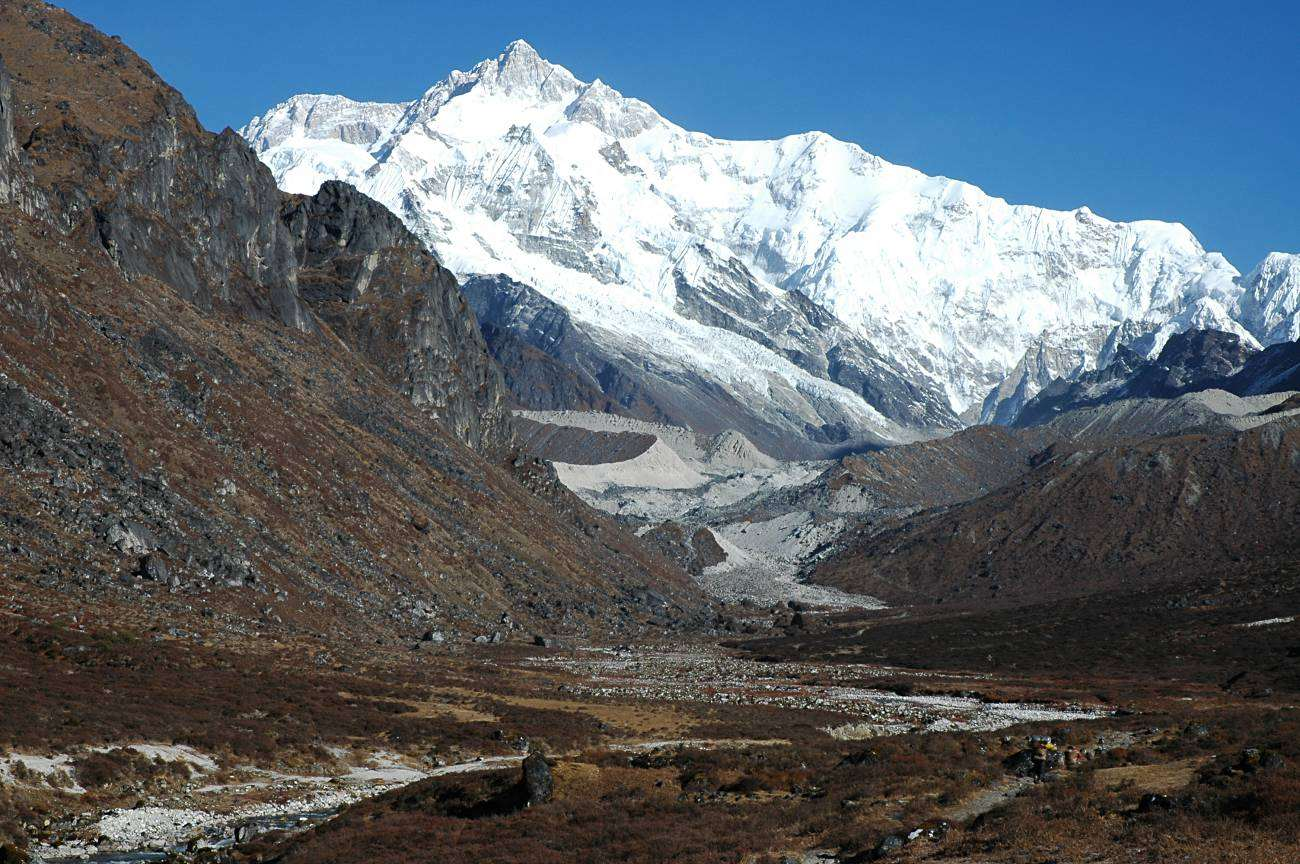
Канченджанґа (8586 м), третя за висотою вершина світу

Заселені території штату розташовані у його південній частині, зокрема на відрогах Гімалаїв. У Сіккімі знаходяться 21 льодовик, найбільший з яких, Зему, має 25 км завдовжки. Основні області зледеніння розташовані на північному заході штату, біля Канченджанґи, а також на північному сході. В Сіккімі налічується 227 високогірних озер, найбільшими з яких є озера Цонґмо, Ґурудонґмар і Кечеопалрі, і більше ста річок і струмків. Річки Сіккіму живляться талими водами льодовиків, починаються на півночі і сході штату і стікають у широкі долини на заході і півдні. Основні річки штату — Тіста, що виходить за межі Сіккіму і впадає в Брахмапутру на території Бангладеш, а також її головна притока Ранґіт. Тіста, яку часто називають «артерією Сіккіму», перетинає весь штат з півночі на південь. Її протяжність на території штату становить 105 км. Вісім високогірних перевалів сполучають Сіккім з Тибетом, Непалом і Бутаном.
Завдяки красі незайманої природи і політичній стабільності, Сіккім є одним з найпопулярніших серед туристів, в першу чергу, закордонних, штатів Індії.
У Сіккімі багато гарячих джерел, що серед іншого використовуються в медичних і терапевтичних цілях. Найвідоміші джерела знаходяться в Пурчачу (Реші), Юмтханзі, Боранзі, Раланзі, Тарамчу і Юмей-Самдонзі. Всі вони відрізняються високим вмістом сірки і розташовані біля берегів річок. Середня температура води в цих джерелах — близько 50 °C.

### Геологія
Пагорби Сіккіму складаються, переважно, з гнейсів і сланців, на основі яких формуються тонкі і слабкі ґрунти. Для ґрунтів притаманною є велика концентрація оксидів заліза. В цілому ґрунти є збідненими на мінерали і органічні речовини. На них ростуть як вічнозелені, так і листопадні ліси.
Значна частина геологічних форм Сіккіму була сформована протягом докембрійської епохи, причому гори молодші за пагорби. Скельні породи складаються з філіту і сланців і тому легко руйнуються від вивітрювання та ерозії. Разом з регулярними зливовими дощами це викликає втрату поживних елементів та ерозію ґрунтів, що, у свою чергу, веде до зсувів.
Корисні копалини включають мідну руду, доломіт, вапняк, графіт, слюду, залізну руду і кам'яне вугілля.
Як і велика частина Індостану та Гімалаїв, вісь Сіккім є сейсмонебезпечною зоною. Землетруси відбуваються в штаті регулярно. Так, 14 лютого 2006 року відбувся землетрус силою 5,7 балів за шкалою Ріхтера, що викликав руйнування, зокрема історичних будівель.

### Клімат
Через різницю у висоті, на невеликій території Сіккіму клімат істотно змінюється від субтропічного на півдні до високогірного (тундрового) на півночі. Більша частина заселеної території розташована в зоні помірного клімату, з максимальною температурою 28 °C улітку і мінімальною близько 0 °C узимку. Окрім чотирьох звичайних для помірного клімату пір року — зими, літа, весни і осіні — виокремлюють також сезон дощів (мусонів), що триває від червня до вересня. Сіккім — один з небагатьох штатів Індії, де регулярно йдуть дощі. Найбільша кількість опадів, понад 300 см на рік, випадає на проміжних висотах, від 1000 до 2000 м над рівнем моря. На висоті понад 3000 м випадає найменша кількість опадів, менш за 100 см на рік. Середньорічна температура — близько 18 °C. Лінія снігу в Гімалаях проходить на висоті близько 6000 м.
Під час мусонів зливи нерідко викликають обвали. Найтриваліший безперервний дощ за всю історію Сіккіму ішов протягом 11 днів. На півночі, через високогірні умови, температура взимку часто опускається нижче за −40 °C. Взимку і під час мусонів часті тумани, що істотно ускладнюють пересування транспортних засобів.

### Флора і фауна

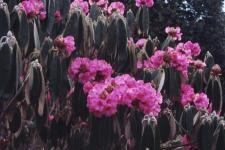
Рододендрон — національне дерево Сіккіму

Сіккім розташований у передгір'ях і на схилах Гімалаїв і офіційно віднесений до одного з екорегіонів Індії. Велика частина штату вкрита лісами, що забезпечує надзвичайне багатство як фауни, так і флори. Велика кількість кліматичних поясів пов'язана з великою різницею висот на території штату, що призвело до значного біорізноманіття. Символом Сіккіму є рододендрон, від субтропічної до високогірної кліматичної зони ростуть 35 видів цього роду.
Для невеликих висот характерні субтропічні рослини, представниками яких є орхідеї, інжир, лавр, банан і бамбук. На висотах від 1500 м починаються широколистяні ліси, для яких характерні дуб, каштан, клен, вільха, береза і магнолія. На висотах між 3500 і 5000 м зустрічаються хвойні ліси, у яких головними рослинами є сосна, ялина, кипарис і ялівець, а також рододендрони. Для ще більших висот характерна альпійська лугова і тундрова рослинність. У Сіккімі ростуть близько 5 тисяч видів покритонасінних, включаючи 515 рідкісних видів орхідей, 60 видів первоцвіту, 11 видів дуба, 23 види бамбука, 16 видів хвойних рослин, 362 види папороті, з них вісім деревоподібних, а також 424 види лікарських рослин. Дуже поширений вид молочаю, відомий під місцевою назвою «різдвяна квітка», але офіційною квіткою Сіккіму є благородна орхідея. Ендемічні для Сіккіму види рослин: Anemone dumosa var. monantha, Ranunculus sikkimensis, Uvaria lurida var. sikkimensis, Berberis umbellata var. sikkimensis, Astralagus zemuensis, Caragana spinifera, Anaphalis cavei, Anaphalis hookeri, Anaphalis subumbellata, Blumea sikkimensis, Cacalis chola, Cremanthodium palmatum var. benthamii, Crepis atropappa, Inula macrosperma, Jurinea cooperi, Lactuca cooperi, Ligularia kingiana, Ligularia pachycarpa.

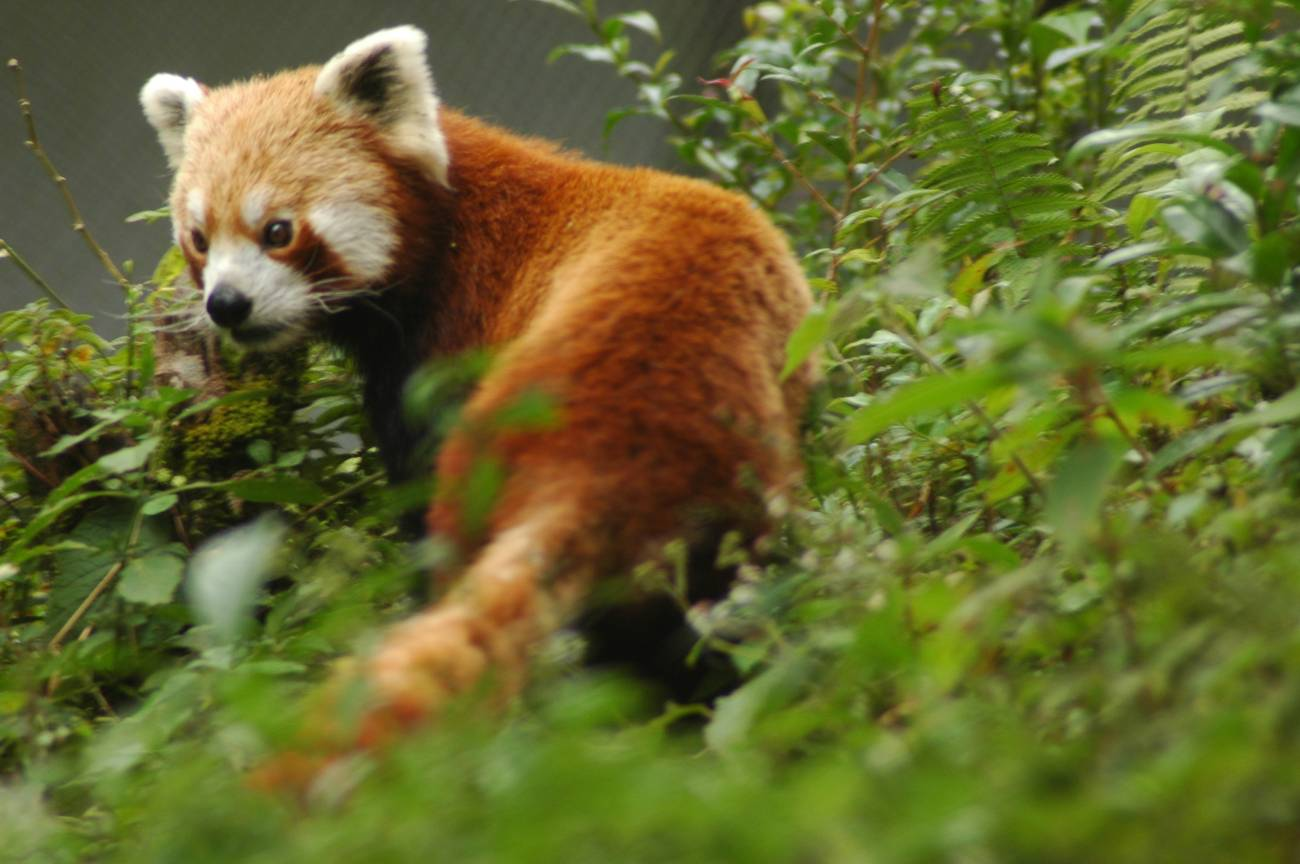
Мала панда — національна тварина Сіккіму

Із ссавців зустрічаються сніговий барс, кабарга, тар, мала панда, гімалайський бабак, козеріг гімалайський, горал, гавкаючий олень, сірий лангур, гімалайський ведмідь, димчастий леопард, мармурова кішка, бенгальська кішка, тибетський вовк, теледу, бінтуронг і очеретяний кіт. Єдиний ендемічний ссавець — східно-гімалайський тар (Hemitragus jemhalicus schaeferi). Яки, що часто зустрічаються в альпійській зоні, одомашнені; їх розводять заради молока й м'яса, а також використовують як в'ючних тварин.
У Сіккімі зареєстровано 550 видів птахів, 26 з яких віднесено до рідкісних і таких, яким загрожує зникнення. Зокрема, тут зустрічаються гімалайський монал, трагопан-сатир, снігова куріпка, гриф-бородач, кілька інших видів грифів, беркут, перепілка, зуйка, вальдшнеп, бекас, голуби, мухоловки і вільшанки.
Велике розмаїття безхребетних лишається допоки недостатньо вивченим. Із 1438 видів метеликів, відомих на півострові Індостан, 695 спостерігалися в Сіккімі.

### Природоохоронні території
Не зважаючи на невелику територію, у Сіккімі знаходяться шість федеральних природоохоронних територій: один національний парк — Канченджанґа і п'ять природних резервів (англ. wildlife sanctuaries): Барсі-Рододендрон, Кьонґносіа, Маенам, Фамбонґ-Ло і Шінґба. Всі вони були утворені після приєднання Сіккіму до Індії і всі було створено для захисту гімалайських ландшафтів. Першою природоохоронною територією Сіккіму є національний парк Канченджанґа площею 1784 км², заснований в 1977 році. В майбутньому планується організація ще п'яти природоохоронних територій, включаючи національний парк Кьонґносія.

## Історія

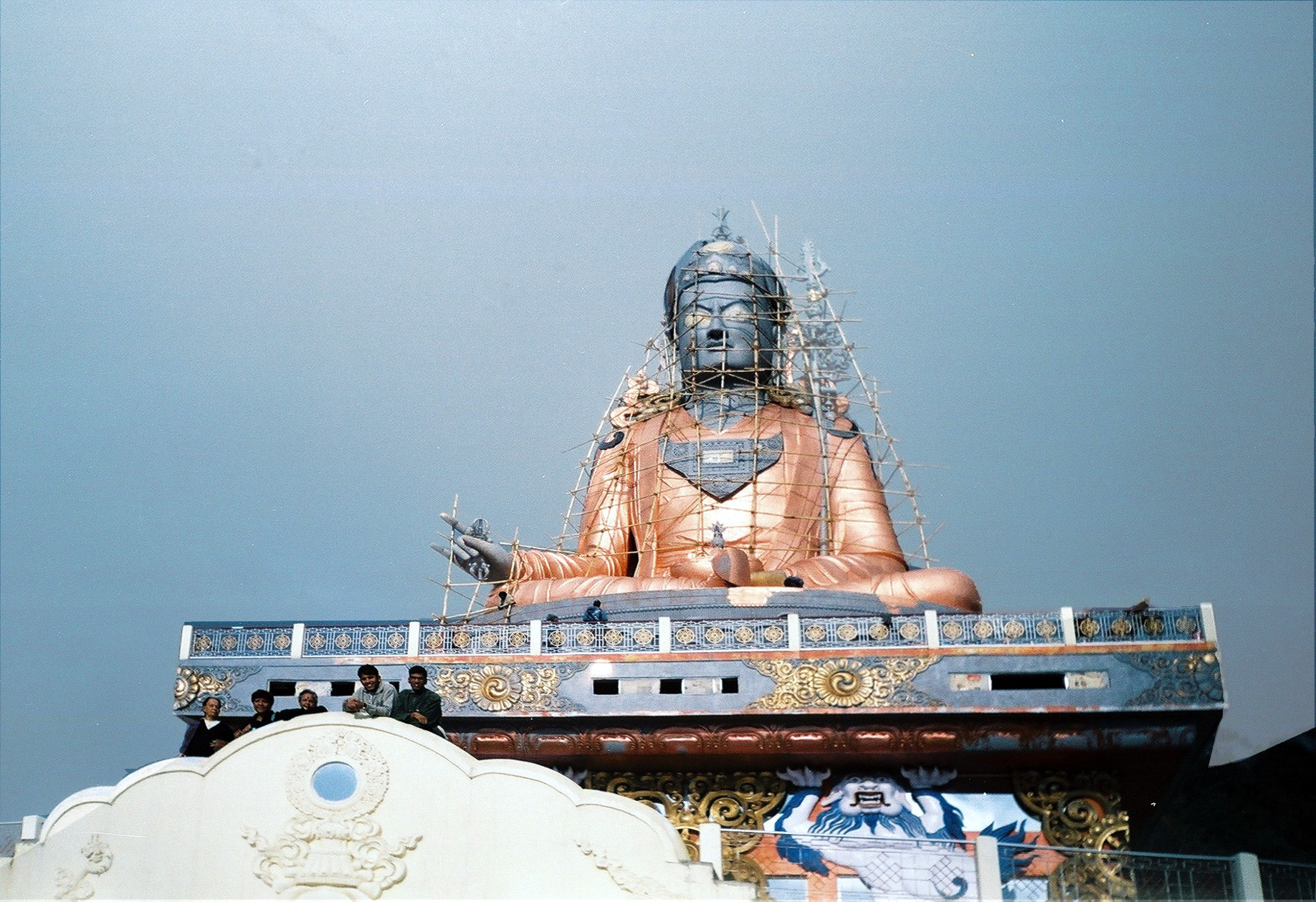
Монумент гуру Рінпоче в Намчі

Перша згадка про Сіккім у письмових джерелах пов'язана з мандрівкою засновника тибетського буддизму гуру Рінпоче, також відомого як Падмасамбхава, що відвідав Сіккім у 8 столітті. Він благословив країну, розповсюдив в ній буддизм і передбачив встановлення монархії через кілька сотень років. Таким чином, подальший розвиток Сіккіму відбувався під сильним впливом Тибету. У 14 столітті принц Кх'є Бумса зі східного Тибету (Кхам), слідуючи божественному одкровенню, що з'явилося йому уві сні, здійснив подорож на південь, і його нащадки пізніше стали монархами (чоґ'ялами) Сіккіму. У 1642 році нащадок Кх'є Бумси, Пхунцоґ Намґ'ял, був проголошений першим чоґ'ялом Сіккіму в Юксомі (Юксумі) трьома великими ламами, що незалежно один від одного прийшли до Юксому з півночі, заходу і сходу. Юксом став першою столицею Сіккіму, а Пунцог Намґ'ял зробив буддизм державною релігією Сіккіму і сприяв виникненню монастирів.
У 1670 році Пхунцоґ Намґ'ялу успадковував його син, Тенсунґ Намґ'ял, який переніс столицю з Юксома в Рабденце. Це виявилося невдалим рішенням, оскільки нова столиця була дуже близько до кордону з Непалом і часто зазнавала військових нападів. У 1793 році столиця була пересена до Тумлонґа в Північному Сіккімі.
У 1700 році на Сіккім напав Бутан, виступивши на підтримку прав зведеної сестри чоґ'яла на трон. Через десять років бутанці були вигнані Тибетом, що відновив королівську владу. Між 1717 і 1733 роками на Сіккім постійно нападали непальці (одного разу повністю зруйнували столицю) із заходу і бутанці зі сходу. У результаті Сіккім втратив більшу частину своєї території, яка в період найбільшого розквіту доходила майже до Паґрі на півночі, Паро на сході, межі Біхару на півдні і річки Тамур на заході.
У 1791 році Китайська династія Цін надіслала війська, щоб захистити Сіккім і Тибет від непальців, після чого Сіккім став васалом Цінської імперії.
Після того як британці підкорили сусідню Індію, Сіккім став шукати союзу з ними проти загального ворога — Непалу. В результаті, коли на початку 19 століття Непал напав на Сіккім, Британська Ост-Індська компанія атакувала Непал. Одним з наслідків англо-непальської війни 1814–1816 років став Суґаульський договір 1816 року між Непалом і Сіккімом, а також Тіталійський договір 1817 року між Сіккімом і Британською Індією. За останнім договором територія, захоплена Непалом, була повернена Сіккіму.

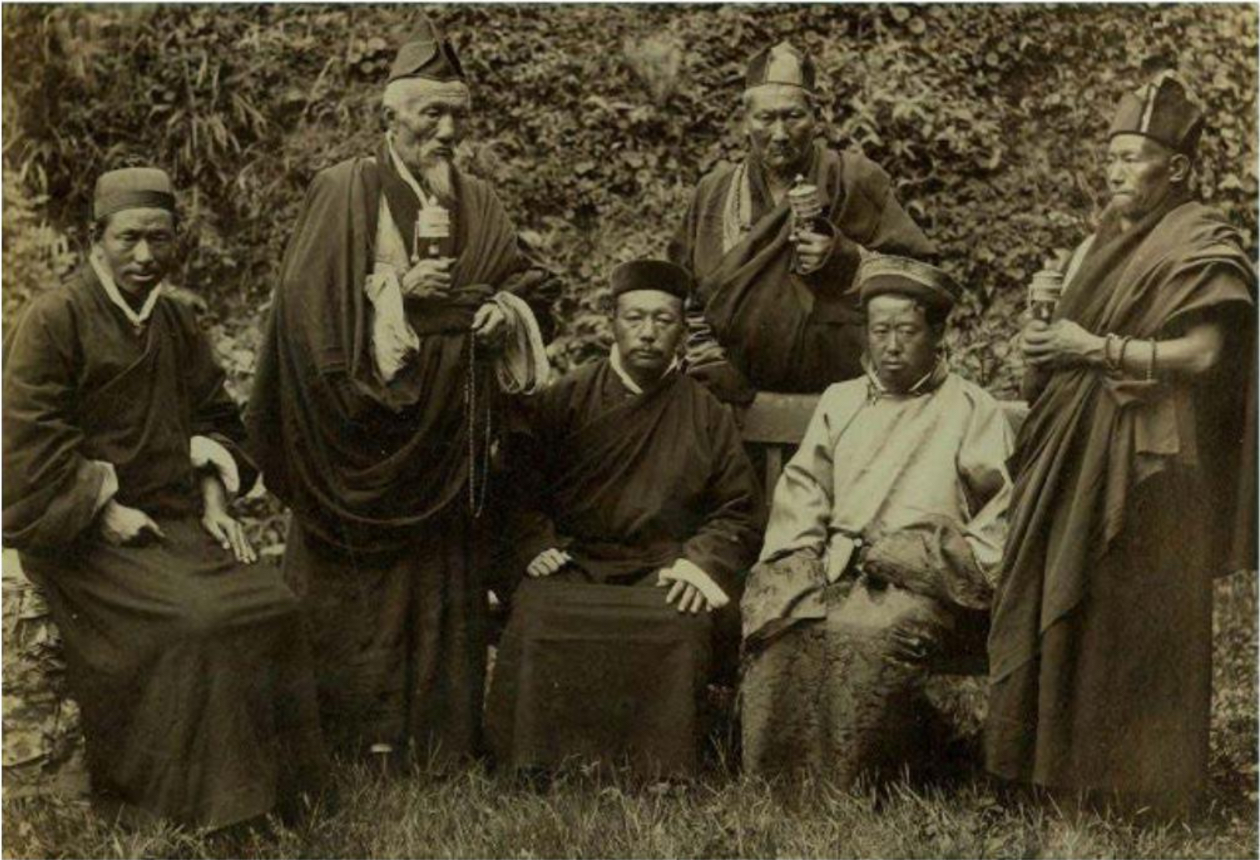
13-й Далай-Лама і чоґ'ял Тхутоб Намґ'ял, близько 1900 року

Відносини між Британською Індією і Сіккімом загострилися дещо пізніше, коли англійці оподаткували область Моранґ в Сіккімі. В 1849 році експедиція двох британських дослідників, Джозефа Долтона Гукера і Артура Кемпбелла (останній відповідав за зв'язки між британським і сіккімським урядами) проникла до Сіккіму без дозволу і попереднього повідомлення. Членів експедиції було затримано і ув'язнено. Британія надіслала Сіккіму ультиматум, і обох дослідників було звільнено після місячного ув'язнення. Проте, в лютому 1850 року Британія вирядила військову експедицію проти Сіккіму, внаслідок чого Дарджилінг і Моранґ були приєднані до Індії (останній зараз розташований в Непалі). Сіккім вибрав тактику нападів на Індію, через що в період 1860 — 1861 років було організовано ще дві каральні експедиції. Англійці захопили столицю Тумлонґ і підписали мирний договір з Сіккімом в 1861 році, згідно з яким Сіккім став британським протекторатом. Договір, зокрема, передбачав щорічну фінансову підтримку чоґ'яла. У 1886 році північна частина Сіккіму була зайнята Тибетом, який розглядав будівництво англійцями доріг як загрозу власній безпеці. У 1888 році вони спробували просунутися далі, але підрозділи британської армії змусили їх піти з Сіккіму. У 1894 році столицю було перенесено з Тумлонґа до Ґанґтока.
Сіккім лишався відкритим для відвідування іноземцями, задля чого необхідними були отримання спеціального дозволу і найм каравану носильників (останнє було недешевим). Саме в такий спосіб у 1930 році Сіккім відвідав філософ Мірча Еліаде. У 1924 році протягом дев'яти місяців в Сіккімі жив Микола Костянтинович Реріх з сім'єю.
За часів Другої світової війни громадяни Сіккіму мали можливість поступити на службу до британської армії. Так, уродженець Сіккіму етнічний непалець Ґанджу Лама відзначився в бойових діях в Бірмі і став єдиним сіккімцем, нагородженим британським Хрестом Вікторії.

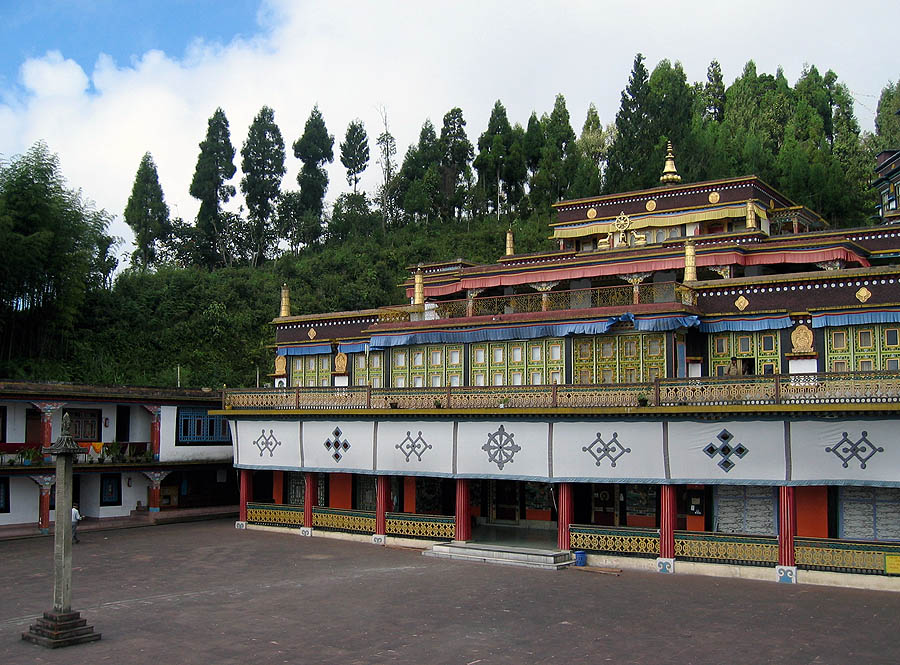
Монастир Румтек

У 1947 після отримання Індією незалежності, в Сіккімі було проведено референдум, на якому пропозицію про входження до складу Індії було відхилено, внаслідок чого прем'єр-міністр Індії Джавахарлал Неру був змушений погодитися на протекторат Індії над Сіккімом. За угодою, Сіккім зберігав повну внутрішню автономію, але надавав Індії право контролю над зовнішньою політикою, міжнародними представництвами, обороною і зв'язком.
До 1955 року Сіккім залишався абсолютною монархією, потім була установлена Державна рада для формування конституційного уряду. За угодою 1951 року половина місць в Державній раді відводилася представникам корінного населення Сіккіму — бхутія і лепча, інша половина — нащадкам переселенців з Непалу. До 1970-х років частка непалського населення істотно збільшилася, і такий розподіл влади більше не відображав реальної картини, як наслідок — у країні почастішали акції протестів проти влади чоґ'яла. Протести 1973, на яких все частіше лунали заклики до втручання Індії, наочно продемонстрували падіння популярності чоґ'яла Палдена Тхондупа Намґ'яла. В результаті уряд підписав нову угоду, що, зокрема, передбачала загальні вибори в Державні Збори. Вибори відбулися в квітні 1974 року, а 3 липня того ж року було прийнято конституцію, за якою владу чоґ'яла була дещо обмежено.
У 1975 році прем'єр-міністр Сіккіму, що знаходився в опозиції до чоґ'яла, звернувся до парламенту Індії з проханням про перетворення Сіккіму на штат Індії. У квітні, після згоди індійського уряду, індійські війська окупувували Сіккім, захопили Ґанґток і роззброїли палацову варту. Був проведений референдум, на якому 97,5 % населення проголосувало за приєднання до Індії. 16 травня 1975 року Сіккім офіційно увійшов до складу Індії, а монархія припинила своє існування.
До 2003 року уряд сусіднього Китаю не визнавав Сіккім індійським штатом, і на китайських картах він позначався як окрема держава. У 2000 році сімнадцятий кармапа, проголошений ламою в Китаї, втік в монастир Румтек в Сіккімі. Китай не міг заявити офіційний протест Індії, оскільки вважав Сіккім незалежною державою. З 2003 року це питання вважається китайською стороною «залишеним на плин історії», тобто таким, що підлягає остаточному розв'язанню в невизначеному майбутньому «по мірі поліпшення і розвитку китайсько-індійських двосторонніх відносин». У відповідь на фактичне визнання Китаєм індійського суверенітету над Сіккімом Індія визнала Тибет складовою частиною КНР, що призвело до потепління індійсько-китайських відносин. 6 липня 2006 року між двома країнами був відкритий прикордонний перехід на перевалі Нату-Ла.

## Населення

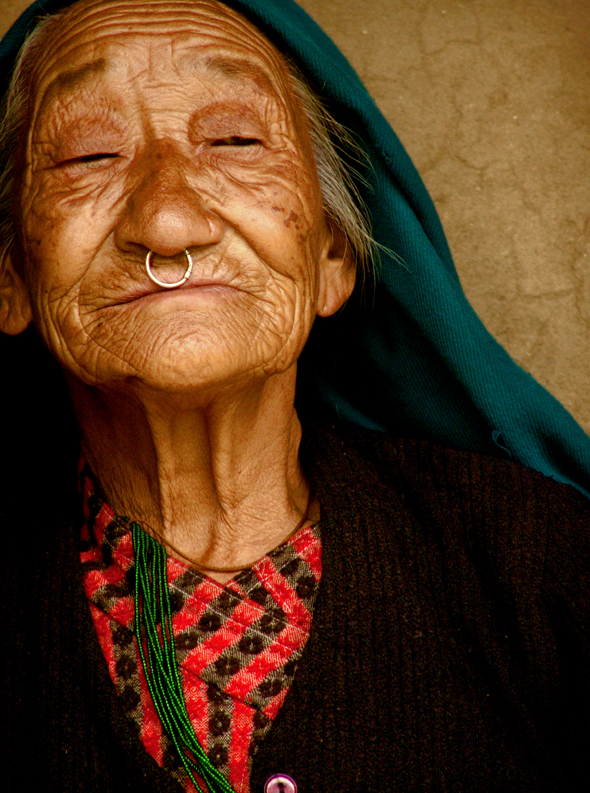
Стара жінка з Дарапу

Більшість мешканців сучасного Сіккіму — нащадки непальців, що переселилися до Сіккіму в 18-19 століттях. Це не лише етнічні непальці (парбатії, кхаси, ґуркхи), а й інші народи Непалу: таманґи, ґурунґи, маґари, невари, лімбу, раї, сунвари та ін. Всі вони розмовляють непальською мовою, що належить до індоєвропейської мовній сім'ї. Корінне населення Сіккіму — бхутія, що прийшли з Тибету в 14 столітті, і лепча, що жили на території Сіккіму справіку — розмовляють мовами сино-тибетської сім'ї і становлять меншину в штаті. Монархи Сіккіму, чоґ'яли, належали до бхутія. На півночі і сході Сіккіму живуть тибетці. Серед мігрантів з інших областей Індії, що переважно що переселилися після 1975 року, переважають раджастханці (в основному з району Марвар), яким належать більшість торгових підприємств в Південному Сіккімі і Ґанґтоці, біхарці, що працюють на високооплачуваних посадах, і бенгальці. У Сіккімі також проживають кілька тисяч біженців з Тибету.
Більша частина населення Сіккіму (57,76 %) сповідує індуїзм, 27,39 % — буддизм, 9,91 % — християнство. Більшість в останній групі — нащадки лепча, навернених до християнства британськими місіонерами в 19 столітті. Решта лепча, а також бхутія і деякі непальці (шерпа і таманґ) традиційно є буддистами, решта непальців — індуїстами. Іслам сповідують 1,62 % населення, в Ґанґтоці та Манґані є мечеті. У Сіккімі ніколи не відбувалося міжрелігійних зіткнень. Чисельність релігійних громад штату за даними перепису 2011 року:
| Округ            | Все населення | Індуїсти | Буддисти | Християни | Мусульмани | Решта  |
| ---------------- | ------------- | -------- | -------- | --------- | ---------- | ------ |
| Північний Сіккім | 43 709        | 14 883   | 23 318   | 2 660     | 815        | 2 033  |
| Західний Сіккім  | 136 435       | 75 286   | 36 390   | 13 002    | 965        | 10 792 |
| Південний Сіккім | 146 850       | 84 583   | 35 053   | 21 462    | 1 889      | 3 863  |
| Східний Сіккім   | 283 583       | 177 910  | 297      | 23 398    | 6 198      | 3 622  |
| Разом            | 610 577       | 352 662  | 167 216  | 60 522    | 9 867      | 20 310 |

Буддисти переважають у Північному окрузі, в решті округів більшість становлять індуїсти.
Хоча офіційною мовою штату є англійська, якою розмовляє істотна частка населення, універсальним засобом спілкування є непальська. Крім того, частина населення розмовляє мовами хінді, ґрома, ґурунґ, дзонґ-ке, лепча, лімбу, маґар, маджхвар, маджхі, неварською, дханвар, сіккімською (бхутія), сунвар, таманґ, тибетською, тхулунґ, шерпа і якха. Статус додаткових офіційних мов на території Сіккіму мають сіккімська (бхутія), ґурунґ, лепча, лімбу, маґар (манґер), сунвар (мухія), неварська, данувар (дхарвар, раї), шерпа і таманґ.
Національний склад населення (за мовною ознакою) за даними перепису населення Індії 2001 року виглядає таким чином:
- Непальці 338 606 осіб (62,6%)
- Бхутії 41 825 осіб (7,7%)
- Гіндустанці 36 072 особи (6,7%)
- Лепча 35 728 осіб (6,6%)
- Лімбу 34 292 особи (6,3%)
- Шерпи 13 922 особи (2,6%)
- Таманґи 10 089 осіб (1,9%)
- Раї 8 856 осіб (1,6%)
- Бенгальці 6 320 осіб (1,2%)
- Решта 15 119 осіб (2,8%)

Бхутія зберегли своє традиційне право «дзумса», яке має в Сіккімі офіційний статус в районах, населених цим народом. У решті частин Сіккіму, як і в інших штатах Індії, діє правова система панчаяті радж — управління на місцевому рівні зборами з п'яти найшанованіших старійшин населеного пункту.
Сіккім — найменший за населенням штат Індії; згідно з переписом населення 2001 року, у ньому проживали 540 493 мешканці, з них 288 217 чоловіків і 252 276 жінок. Щільність населення — 76 осіб на квадратний кілометр — одна з найнижчих в Індії. За десять років, з 1991 по 2001 рік, кількість населення зросла на 32,98 %. За наступні 10 років чисельність населення штату зросла ще на 12,9%. За даними перепису 2011 року вона становила 610 577 осіб, з них чоловіків 323 070 осіб (52,9%), жінок 287 507 осіб (47,1%), жителів міст 153 578 осіб (25,2%), жителів сільської місцевості 456 999 осіб (74,8%).
Динаміка чисельності населення Сіккіму за даними переписів 1901-2011 років:
| Рік перепису      | 1901   | 1911   | 1921   | 1931    | 1941    | 1951    | 1961    | 1971    | 1981    | 1991    | 2001    | 2011    |
| Кількість жителів | 59 014 | 87 920 | 81 721 | 109 808 | 121 520 | 137 725 | 162 189 | 209 843 | 316 385 | 406 457 | 540 547 | 610 577 |

Населення переважне сільське. Населені пункти переважно представляють окремі будинки, розкидані по схилах пагорбів. Великих міст немає, найбільше і єдине значне місто Сіккіму — Ґанґток — налічує 100 286 мешканців (2011). Ґанґток отримав статус міста лише в 1951 році, до цього в Сіккімі зовсім не було міст. Дохід на душу населення в 2005 році становив 29 808 індійських рупій, що є одним з найвищих показників у країні. 19,2 % населення живе за межею бідності. Рівень злочинності в Сіккімі — найнижчий серед штатів Індії. У 2005 році було відкрито 552 кримінальних справ.

## Економіка

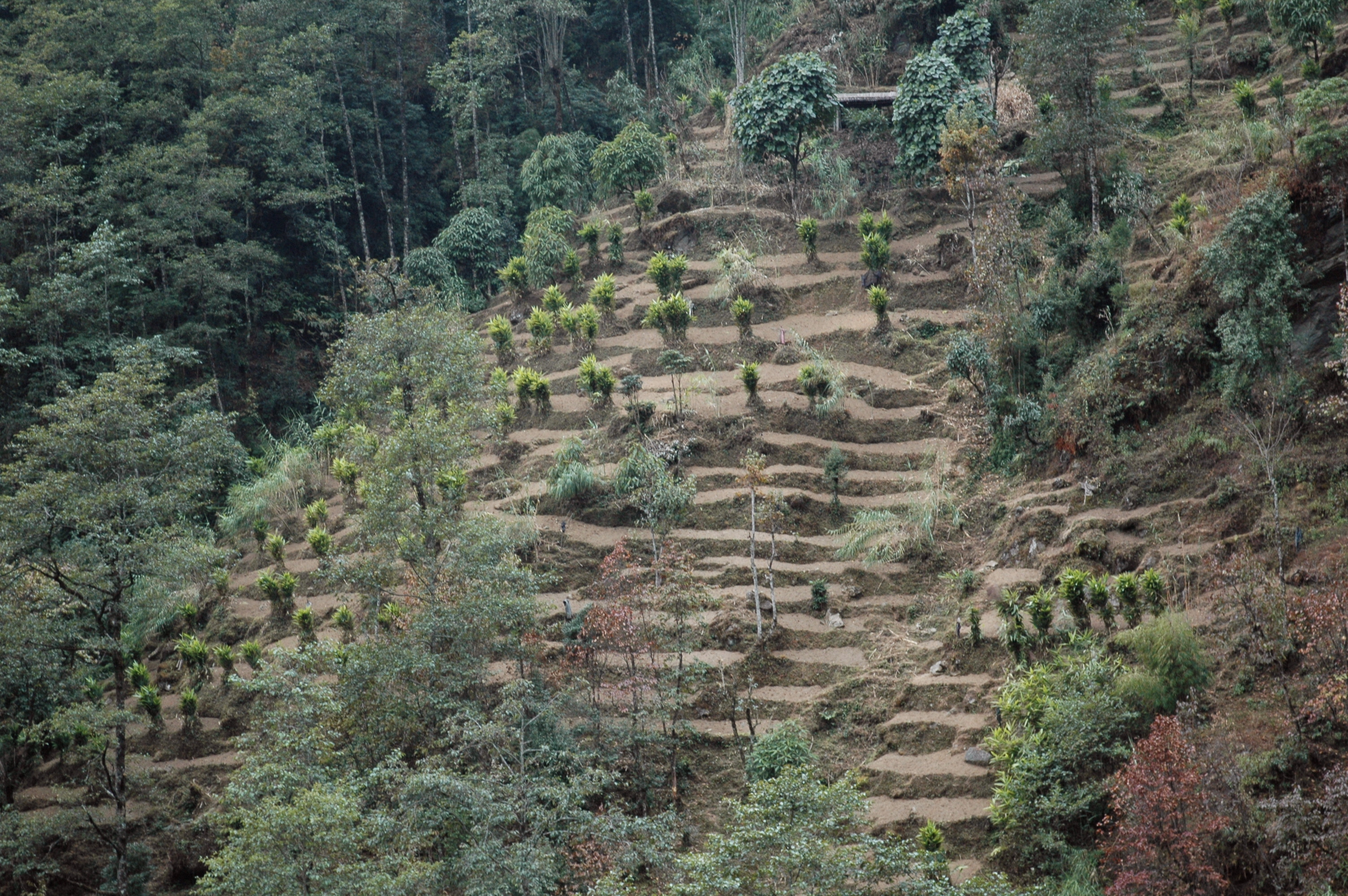
Плантації кардамону — основної сільськогосподарської культури Сіккіму

Економіка Сіккіму переважно аграрна, заснована на традиційних методах ведення сільського господарства. Основними культурами, що вивозяться зі штату, є кардамон, імбир, апельсини, яблука і орхідеї. Сіккімський чай вважається одним з найкращих чаїв у світі. На терасах на південних схилах Гімалаїв вирощують рис. Для внутрішнього споживання також вирощують картоплю, капусту, кукурудзу, горох, пшеницю, ячмінь, просо та інші культури. Сіккім є основним виробником кардамону в Індії, як за об'ємом виробництва, так і за площею культивування. Свійські тварини — буйволи, яки, овці, гірські кози, свині, мули, домашня птиця.
Через гористий рельєф і нестачу інфраструктури в штаті немає великої промисловості. Дрібна промисловість представлена пивоварінням, перегонкою спирту, фарбувальним виробництвом і виготовленням годинників. Всі промислові підприємства розташовані на півдні Сіккіму. Економіка штату росте на 8,3 % на рік, це другий за величиною показник серед індійських штатів і територій після Делі.
З недавнього часу уряд Сіккіму приділяє велику увагу розвитку туризму. Сіккім має величезний туристичний потенціал, і розвиток туризму вже істотним чином відобразився на бюджеті штату, незважаючи навіть на необхідність, як і раніше, отримання спеціального дозволу на в'їзд до Сіккіму для іноземців. Передбачається, що з часом туризм стане головною галуззю економіки Сіккіму. Найпопулярніші багатоденні туристичні походи, альпінізм, рафтинг та гірський велоспорт. Крім того, притік туристів до Сіккіму стимулював розвиток специфічних галузей, — таких, як ювелірна справа, виготоволення сувенірної продукції, зокрема, виробництво традиційних тибетських вовняних килимів, виготовлення виробів інших дрібних ремесел. Набули великого розвитку і азартні ігри. Наприклад, комерційно успішною виявилася онлайн-лотерея «Playwin», зараз вона поширена по всій Індії.
У Сіккімі ведеться видобуток різних корисних копалин, що включають мідну руду, доломіт, вапняк, графіт, слюду, залізну руду і кам'яне вугілля.
Відкриття прикордонного переходу між Індією і Китаєм на перевалі Нату-Ла 6 липня 2006 року, як очікується, дасть новий імпульс розвиткові економіки Сіккіму, хоча навряд чи ефект від цього виявится відчутним надто швидко.
У Сіккімі діють кілька гідроелектростанцій, що служать стабільним джерелом електроенергії. Станом на кінець 2000-х років споживання електроенергії на душу населення становить 182 кіловат-годин, у порівнянні з 631 (пересічний показник в Індії). 73,2 % господарств мають доступ до очищеної питної води. У штаті багато річок, тому в Сіккімі не буває посух.

## Транспорт
У Сіккімі немає залізниць і аеропортів, оскільки їх спорудження утруднене через гористий рельєф місцевості, проте в 2008 році уряд штату виділів дотації на будівництво аеропорту в Пакйонзі.
Найближчий аеропорт, Баґдоґра, розташований біля міста Сіліґурі в штаті Західний Бенгал і знаходиться за 124 км від Ґанґтока. Між ним і Ґанґтоком діє регулярне гелікоптерне сполучення, організоване компанією Sikkim Tourism Development Corporation. Гелікоптерний майданчик в Ґанґтоці — єдиний у штаті. Найближча залізнична станція — Нью-Джалпайґурі — знаходиться на відстані 16 км від Сіліґурі.
Національна автодорога 31A сполучає Сіліґурі і Ґанґток. Вона майже на всьому своєму шляху проходить паралельно річці Тіста, перетинаючи межу Сіккіму в Ранґпо. Дорога використовується численними громадськими та приватними автобусними компаніями на лініях, що сполучають аеропорт, залізничну станцію, Сіліґурі і Ґанґток. Відгалуження в Меллі веде до Західного Сіккіму. Міста південного і західного Сіккіму сполучені дорожньою мережею з північчю Західного Бенгалу, зокрема, Калімпонґом і Дарджилінгом. Більшість доріг штату поганої якості, тому часто використовуються повноприводні автомобілі. Ґанґток і центри округів сполучені з дрібнішими населеними пунктами мікроавтобусними лініями. У 2004 році уряд штату мав в своєму розпорядженні 124 автобуси, що курсували 66 маршрутами.
Дороги Сіккіму часто страждають від зсувів і затоплень, але в середньому вони кращі, ніж дороги аналогічного значення в інших штатах Індії. Підтримкою якості доріг займається Border Roads Organisation (BRO), підрозділ збройних сил Індії, що займається дорогами на прикордонних територіях. Дороги Південного Сіккіму знаходяться у відносно хорошому стані, обвали рідкісні. 1857,35 км доріг, що не перебувають у віданні BRO, підпорядковані уряду штату. Дорожня мережа з твердим покриттям північніше Манґану відсутня. Північніше Міанґа доріг немає взагалі.

## Державний устрій

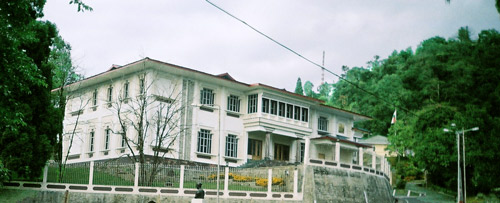
Білий Дім — резиденція прем'єр-міністра і губернатора Сіккіму

Як і в решті штатів Індії, главою Сіккіму є губернатор, що призначається центральним урядом Індії. Його роль здебільшого є церемоніальною, а головна функція — привести до присяги прем'єр-міністра. Останній практично має всю повноту виконавчої влади і є главою партії або коаліції, що отримала більшість голосів на виборах до місцевого парламенту. Губернатор призначає також інших міністрів за поданням прем'єр-міністра.
Законодавча влада Сіккіму здійснюється однопалатним парламентом (Законодавчою Асамблеєю). Штат представлений одним представником у кожній з двох палат парламенту Індії, Лок Сабха і Раджья Сабха. У асамблеї Сіккіму 32 місця, одне з яких відведене для буддистської громади — самґхи.
Верховний суд Сіккіму — найменший в Індії і складається всього з трьох суддів.
Після скасування монархії і входження Сіккіму до складу Індії в 1979 році було приведено до присяги уряд Нара Бахадура Бхандарі, лідера партії Сіккім Джаната Парішад. Бхандарі залишався при владі також після виборів 1984 і 1989 років, при цьому на виборах 1989 року партія отримала всі 32 місця в Законодавчій Асамблеї. В результаті виборів 1994 року до влади прийшла партія Сіккімський демократичний фронт, лідер якої, Паван Кумар Чамлінґ, став прем'єр-міністром. Партія також залишилася при владі за результатами виборів 1999 і 2004 років.
За всю історію Сіккіму всього п'ять чоловік займали посаду прем'єр-міністра:
- Казі Лхендуп Дорджі Кханґсарпа, 1974–1979.
- Нар Бахадур Бхандарі, 1979–1984 і 1984–1994.
- Бхім Бахадур Гурунґ, 1984.
- Санчаман Лімбоо, 1994.
- Паван Кумар Чамлінґ, з 1994 року.

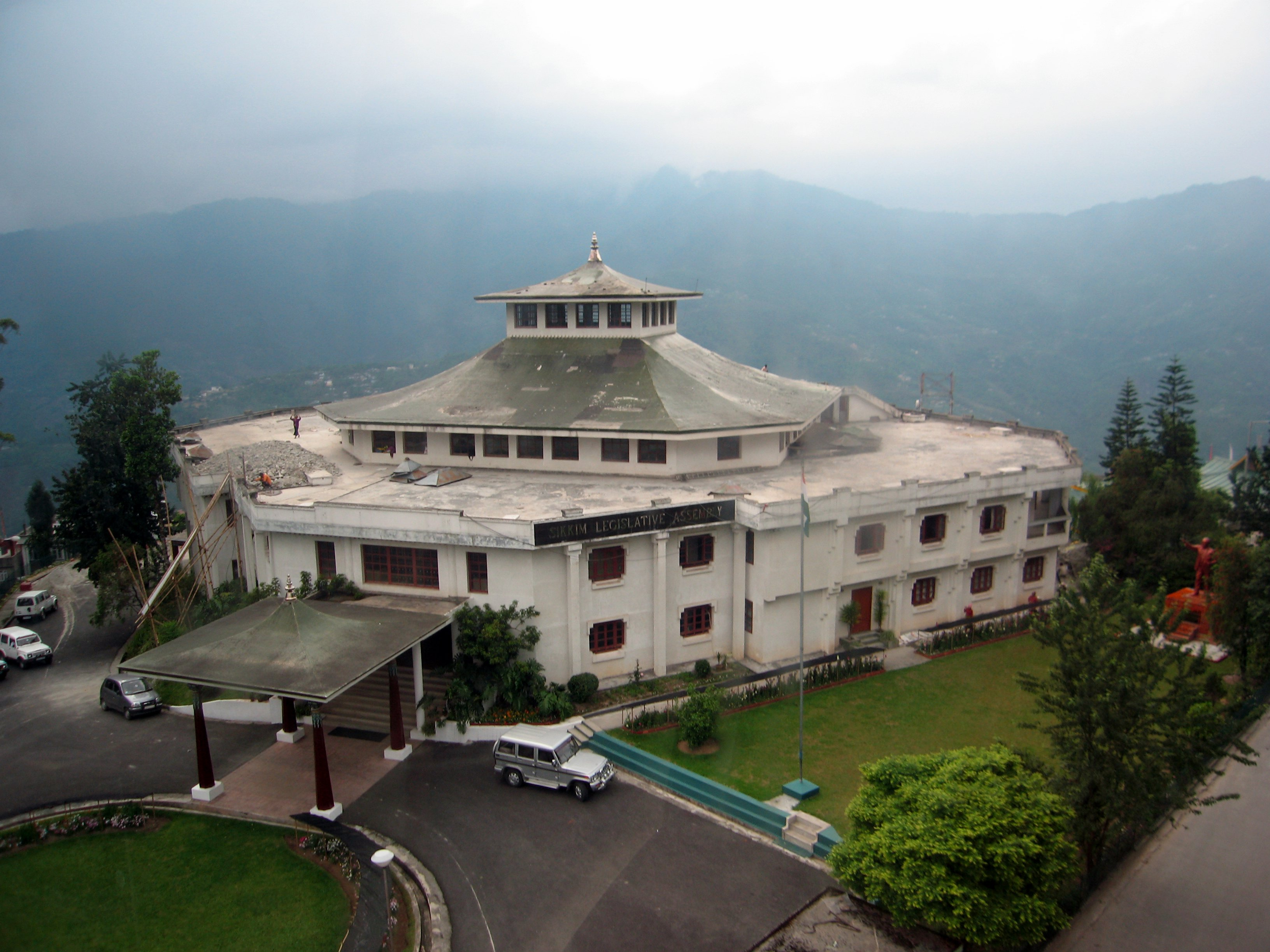
Будівля Законодавчої Асамблеї Сіккіму в Ґанґтоці

У Сіккімі діє декілька десятків політичних партій, більшість яких активні тільки на рівні штату і не є регіональними відділеннями загальноіндійських. Найбільшою партією Сіккіму є Сіккімський демократичний фронт, створений в 1993 році, що виражає в першу чергу інтереси етнічних непальців. У теперішній час ця партія є правлячою, на виборах 2004 року вона отримала 31 місця в Законодавчій Асамблеї з 32. Партія Сіккімський національний конгрес була створена в 1961 році і стала першою політичною партією Сіккіму, що представляє всі групи населення, до її створення всі партії були національними. Партія виграла перші вибори 1974 року в Сіккімі і після його входження до складу Індії об'єдналася із загальноіндійською партією Індійський національний конгрес. Партія Сіккім Джаната Парішад, що виграла вибори 1979 року, в 1981 році також об'єдналася з Індійським національним конгресом, проте в 1984 році її колишній лідер і прем'єр-міністр Сіккіму, Нар Бахадур Бхандарі, вийшов з її складу і утворив нову партію Сіккім Санґрам Парішад. У 1989 році ця партія отримала всі місця в парламенті, але не змогла виграти вибори наступного разу, поступившись політичною сценою Сіккімському демократичному фронту. 25 жовтня 2008 року Нар Бахадур Бхандарі був засуджений до шести місяців зроку за корупцію.
Державні символи Сіккіму: тварина — мала панда, птах — багряний фазан, дерево — рододендрон, квітка — благородна орхідея.

## Культура

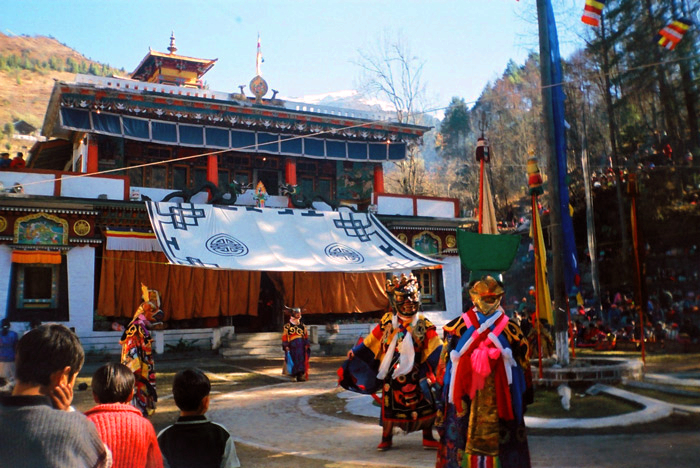
Танець Ґумпа, що виконується під час буддистського свята Лосар в Лачунзі

Населення Сіккіму відзначає свята як індуїстів (Дівалі, Дасара), так і буддистів (Лосар, Сага Дава, Лхахаб Дучен, Друпка Теши і Бхумчу). Під час Лосару — тибетського нового року — більшість урядових установ закриваються на тиждень. Останнім часом в Ґанґтоці також святкується Різдво, в основному, для залучення відвідувачів під час перерви в туристському сезоні.
Важливою і невід'ємною частиною Сіккіму є буддистські храми і монастирі. У Сіккімі функціонують релігійні установи трьох типів:
- Так-Пху (англ. Tak-phu) — храм, розташований в печері. У штаті їх достатні багато, але чотири з них (Лхарі-Ньїнґ-Пху — Lhari nying phu, Кадо-Санґ-Пху — Kah-do Sang phu, Пе-Пху Pe-phu, Дечен-Пху — De-chhen phu) вважаються особливо важливими, оскільки за традицією вважається, що там медитував Гуру Рінпоче, засновник буддизму в Сіккімі.
- Ґомпа — власне монастирі, комплекси, що створені для відходу від мирських клопотів, містять одночасно храми і релігійні школи. У Сіккімі розташовано кілька десятків ґомпа. Зокрема в монастирі-ґомпа Румтек знаходиться резиденція кармапи, який втік з Тибету.
- Мані Лакханґ — зазвичай храми невеликого розміру в населених пунктах, що не входять до складу монастирів[52].

Важливою частиною сіккімської культури є народні танці. Танці різних народів, що проживають на території штату, істотно відрізняються. Часто вони приурочені до певних буддійських або індуїстських свят. Дуже характерні для буддійської культури Сіккіму танці з масками.

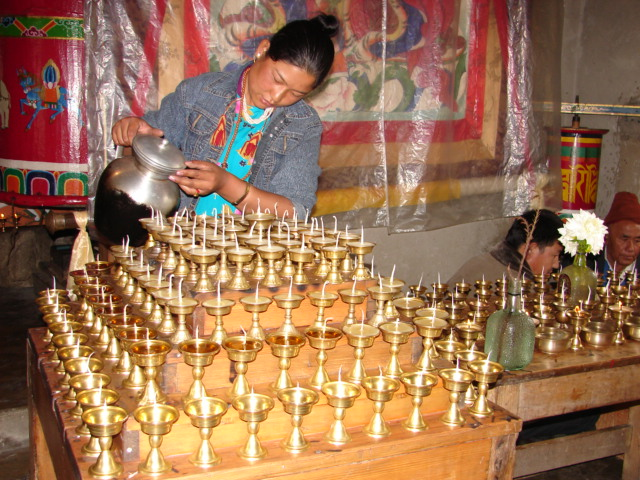
Буддійська церемонія наповнення ламп в одному з монастирів Сіккіму

У Сіккімі набула великого поширення рок-музика в західному стилі. В кінці 1960-х — на початку 1970-х років гурти Orchids і Flickers були відомі по всій Індії, після 1982 року стали популярними рок-групи Shooting Star і Soul Saviour (новий склад гурту Flickers). Серед населення має популярність індійська поп-музика, а також непалський рок, стиль, що склався під впливом західної рок-музики і використовувє тексти непалською мовою.
Популярний актор Боллівуду Данні Дензонґпа — вихідець з Сіккіму, його справжнє ім'я Церінґ Пінтцоґ.
Футбол і крикет — два найпопулярніших виду спорту в Сіккімі. Уродженець Східного Сіккіму Байчунґ Бхутія є рекордсменом футбольної збірної Індії за кількістю проведених зустрічей і забитих м'ячів. Сіккімець Пем Доржі був капітаном збірної Індії з футболу. Джаслал Прадхан став чемпіоном Азійських ігор 1982 року і був неодноразовим чемпіоном Індії з боксу. Канченджанґа й інші вершини привертають альпіністів. Сонам Ґ'ятцо — найбільш титулований сіккімський альпініст, що підіймався на вершини Евересту, Канченджанґи та Аннапурни, організатор багатьох експедицій.
Сіккімська кухня походить з традицій народів, що населяють штат, — непальців, бхутія і лепча. Вона має багато загального з кухнею Тибету, зокрема, в ній переважають страви на основі локшини, такі як тхукпа (суп з локшини), чоумєїн, тхентхук, фактху і ґ'ятхук. Момо — м'ясні або овочеві пельмені, приготовані на пару — дуже популярна страва. Чхурпі — молочна страва, аналог сиру. До традиційних безалкогольних напоїв відносяться мохі (слабокисле молоко) і дахі (молочний продукт). Традиційні алкогольні напої — аналог пива, джаанр, що виготовляється з різних злаків, зокрема рису, і дистильоване вино раксі. Алкоголь відносно дешевий, що пов'язане з низькими податками, тому широко споживаються пиво, віскі, ром і бренді. У Сіккімі найпоширеніший алкоголізм серед всіх штатів Індії.
Більшість будинків в долинах і рівнинних районах Сіккіму зроблені з бамбука і обкладені кизяком, що забезпечує збереження тепла, в горах — з деревини.

## Визначні пам'ятки
Нижче перераховані найвизначніші пам'ятки Сіккіму.

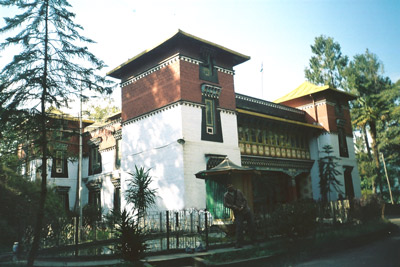
Інститут тибетології Намґ'ял

- Монастир Румтек, найбільший в Сіккімі, резиденція кармапи. Заснований в 1730 році, пізніше був спалений та відновлений на новому місці.
- Монастир Дубді-Ґомпа в Юксомі, вважається найстарішим в Сіккімі.
- Монастир Пемаянґсте біля Ґейзінґа, найважливіший монастир традиції Ньїнґма, заснований в 17 столітті.
- Трон, на якому коронували першого чоґ'яла Сіккіму в Юксомі.
- Інститут тибетології Намґ'ял, заснований в 1958 році і побудований в традиційному тибетському стилі. Тут зберігається багата колекція рідкісних буддійських книг, статуеток, танок, священних об'єктів.
- Руїни Рабденце, другої столиці Сіккіму, зруйнованої непальцями в 1814 році.
- Озеро Кечеопалрі за 27 км від Пеллінґа, між Ґейзінґом і Юксомом, на висоті близько 2 км, вважається священним як буддистами, так й індуїстами.
- Озеро Чанґу на висоті близько 4 км, на дорозі, що сполучає Ґанґток і перевал Нату-Ла; знаходиться в прикордонній зоні, для відвідування потрібний особливий дозвіл.
- Долина Юмтханґ завдовжки 135 км, знаменита своїми альпійськими пейзажами.

Основні принади для туристів, що приїжджають до Сіккіму — буддистські храми і монастирі, природні багатства і пейзажі.

## Преса та зв'язок
У містах Сіккіму виходять щоденні газети англійською, хінді і непальською. Непалські і частина англійських газет друкується безпосередньо в штаті, хінді і решта англійських — в Сіліґурі. Найважливіші газети — «Samay Dainik», «Sikkim Express», «Sikkim Now» (усі три англійською) і «Himalibela» (непальською). У Сіккімі також виходять регіональні видання загальноіндійських газет, таких як «The Statesman» і «The Telegraph» (друкуються в Сіліґурі), і «The Hindu» і «The Times of India» (друкуються в Калькутті і доставляються в Сіккім із запізненням на день). Газета «Himalaya Darpan», що видається в Сіліґурі, є найпоширенішим виданням непальською мовою в північно-східній Індії. «Sikkim Herald» — офіційний тижневик уряду Сіккіму. Перша газета непальською мовою, що має онлайн-версію, — «Himgiri». Зараз виходить також і її англійська онлайн-версія. Видається також і онлайн-журнал «Tistarangit», перший в Індії непальською мовою. Єдиним міжнародним новостним інтернет-порталом Сіккіму є англомовний «Haalkhabar».
У столицях округів достатньо поширені інтернет-кафе, але широкосмуговий доступ до Інтернету має дуже обмежене розповсюдження. Сільська місцевість практично не має доступу до Інтернету. Більшість будинків мають можливість приймати телепередачі за допомогою супутникових антен. Головними провайдерами є Dish TV, Doordarshan і Nayuma. Чотири основні провайдери мобільного телефонного зв'язку в Сіккімі — BSNL, Vodafone Essar, Reliance Communications і Airtel, але тільки BSNL забезпечує мобільний зв'язок на всій території штату. Єдина радіостанція в Сіккімі — загальноіндійська All India Radio.

## Охорона здоров'я
Прогрес в охороні здоров'я після приєднання штату до Індії є одним з найбільш вражаючих чинників соціального розвитку Сіккіму. Так, в 1989 році народжуваність і смертність становили, відповідно, 31,4 і 9,1 на тисячу чоловік (у сільській місцевості 32,8 і 10,1; у містах 24,5 і 4,3). Ці цифри, особливо смертність в містах, дещо вище середньоіндійських. Дитяча смертність становить 32 на тисячу народжених (2005 рік). У 1965 році було введено місцеве самоврядування (панчаяті радж), що, зокрема, узяло на себе систему соціального забезпечення.
Встановленою урядом штату нормою є один лікар на 3000 чоловік, одна поліклініка (англ. Primary health center) на 20 тис. чоловік, одну велику лікарню (англ. Community health center) на 80 тис. чоловік. В цілому, кількість лікарень дещо менше норми, хоча в окремих районах її навіть перевищує.

## Освіта
Рівень писемності становить 69,68 %, при цьому 76,73 % серед чоловіків і 61,46 % серед жінок. Уряд оголосив за мету довести рівень писемності до 100 % до 2015 року. У штаті функціонують 1545 державних і 18 приватних шкіл різного рівня. Початкова і середня освіта в штаті безкоштовні. Викладання здійснюється англійською мовою, хоча в більшості шкіл передбачено вивчення рідної мови, уряд фінансово підтримує видання відповідних підручників. Також у Сіккімі діють 12 установ вищої освіти. Найбільша з них — технічний університет Сіккім Маніпал, що готує фахівців з інженерних дисциплін, медицини і менеджменту, пропонує також заочну освіту. У липні 2008 року формально почав функціонувати Сіккімський університет, ректором якого є губернатор Сіккіму. На теперішній час цей університет не має свого кампусу, будівництво якого передбачається в Янґанзі, за 28 км від Сінґтама. Втім багато місцевих студентів воліють здобувати вищу освіту за межами штату.